# St-Nicodème (Lannion)

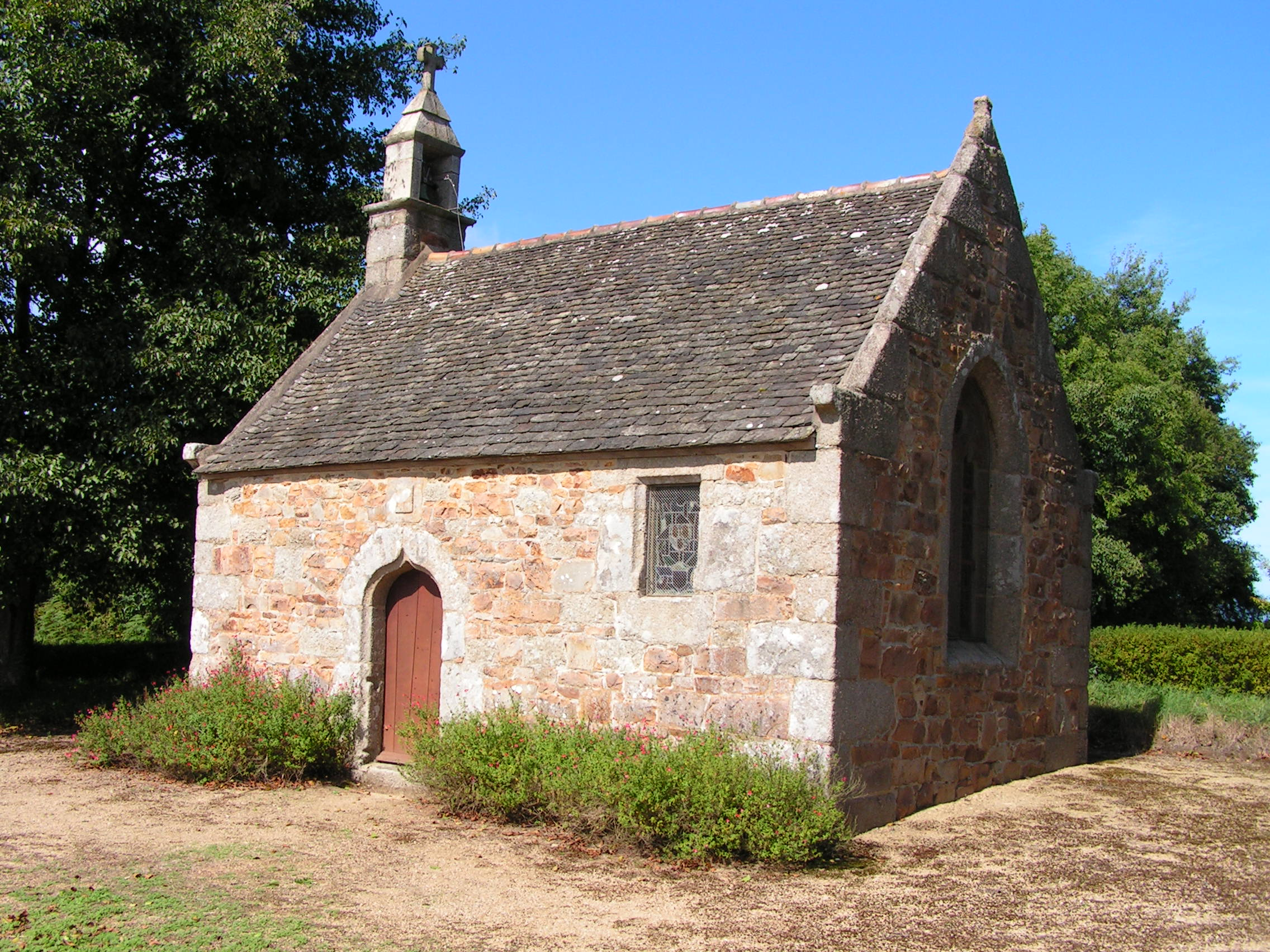
Kapelle St-Nicodème

St-Nicodème ist eine römisch-katholische Kapelle in Lannion im Département Côtes-d’Armor  in der Bretagne. Die Kapelle ist seit 1964 als Monument historique klassifiziert.

## Geschichte
Die spätgotische Kapelle, die unter dem seltenen Patrozinium des heiligen Nikodemus steht, geht auf das 15. Jahrhundert zurück. Um 1760 wurde das Gotteshaus unter Verwendung des vorhandenen Materials neu errichtet. Die Kapelle besitzt einen rektangulären Grundriss und trägt über dem Westgiebel einen kleinen Glockendachreiter. In der Chorwand befindet sich ein großes Maßwerkfenster, der Zugang erfolgt im Süden durch ein schlichtes gotisches Portal. In der ansonsten ungegliederten Nordwand findet sich ein Rundfenster im Osten auf der Höhe des Altars. Östlich der Kapelle befindet sich auf dem Kirchhof ein Steinkreuz, das auch in das 15. Jahrhundert datiert wird.